# Ganimedes d'Enos
Ganímedes (Ganymedes, Γανυμήδης) fou un governador egipci de la ciutat d'Enos (Aenos) a Tràcia, mentre la ciutat va dependre d'Egipte. Finalment el 200 aC, Ganímedes la va entregar a Filip V de Macedònia.